# Green Desert
Green Desert es el nombre del decimoquinto álbum de estudio del grupo alemán de música electrónica Tangerine Dream. Publicado en enero de 1986 por el sello Jive Records destaca por ser grabado en 1973 por Edgar Froese y Christopher Franke. Es, junto con Force Majeure (1979), uno de los pocos ejemplos de álbumes coescritos e interpretados por Froese y Franke aunque fuera completado a partir de 1984.
Brian E. Kirby en AllMusic lo califica como un álbum "históricamente vital para el progreso de la banda y, sin duda, es de interés para los fans y para aquellos interesados en las raíces de la música ambiental moderna pero probablemente no sea tan necesario para quienes estén fuera del género".

## Producción
Originalmente Green Desert comenzó a gestarse en 1973. Tangerine Dream estaba formado por la, considerada por la crítica, alineación más influyente de su trayectoria: Edgar Froese, Christopher Franke y Peter Baumann. Durante unos meses de ese año Baumann emprendió un viaje a Nepal y la India. Ante el interés mostrado por Virgin Records en el grupo, tras la publicación de su trabajo Atem en el sello alemán Ohr, Froese y Franke acudieron a los Skyline Studios (Berlín) para dar forma a una nueva grabación con nuevo equipamiento electrónico. El resultado de esas sesiones fueron una suerte de maqueta con la que el grupo ofrecía su carta de presentación a Virgin.

"El controlador de ritmo provenía de Italia y su consola de 128 botones parecía algo de ciencia ficción. Se podía programar, ¡era analógico y polifónico!. Las luces parpadeaban, tuve el control con las manos y lo utilicé como un secuenciador para activar otros sintetizadores"
Christopher Franke 

La música, con una instrumentación clásica de rock como las guitarras, el órgano y la percusión, también incluía el secuenciador a la postre una de las señas icónicas del grupo. Aunque había suficiente material para un nuevo álbum, debido a la ausencia de Baumann, el grupo decidió dejarlo archivarlo. Sólo a partir de 1984, cuando Froese comenzó a añadir nuevas voces, regrabar partes y remezclar el conjunto, el álbum vio la luz.

"Hay literalmente cientos de horas de música inédita de Tangerine Dream. Somos dueños de tres estudios en Alemania y, cuando no estamos de gira, trabajamos en ellos diez horas al día componiendo e interpretando música. Green Desert debería haberse publicado antes que Phaedra. Acabábamos de adquirir nuestro primer secuenciador analógico y estábamos adaptándonos a el. Pero recibimos una oferta de Virgin Records para usar sus estudios Manor en 1973 así que abandonamos esas cintas y comenzamos desde cero."
Edgar Froese (1986) 

## Lista de temas
| N.º   | Título           | Escritor(es)                    | Duración |  |
| 1.    | «Green Desert»   | Edgar Froese Christopher Franke | 19:25    |  |
| 2.    | «White Clouds»   | Edgar Froese Christopher Franke | 5:01     |  |
| 3.    | «Astral Voyager» | Edgar Froese Christopher Franke | 7:03     |  |
| 4.    | «Indian Summer»  | Edgar Froese Christopher Franke | 6:53     |  |
| 38:22 |                  |                                 |          |  |

## Personal
- Christopher Franke - Sintetizador VCS3, secuenciador PRX II y percusión
- Edgar Froese - Cuerdas Solina, Mini Moog, Mellotron, guitarra, phaser Fx y producción
- Pete Beaulieu - Ingeniero de sonido
- Mark Weinberg - Diseño gráfico
- Monique Froese - Diseño gráfico